# Yugoslavia en los Juegos Paralímpicos de Sídney 2000
Yugoslavia estuvo representada en los Juegos Paralímpicos de Sídney 2000 por cinco deportistas, cuatro hombres y una mujer.

## Medallistas
El equipo paralímpico yugoslavo obtuvo las siguientes medallas:
| Nombre        | Deporte       | Evento                 |
| ------------- | ------------- | ---------------------- |
| Oro           |               |                        |
| —             |               |                        |
| Plata         |               |                        |
| Zlatko Kesler | Tenis de mesa | Individual 3 masculino |
| Bronce        |               |                        |
| —             |               |                        |